# Хајинген
Хајинген (њем. Hayingen) град је у њемачкој савезној држави Баден-Виртемберг. Једно је од 26 општинских средишта округа Ројтлинген. Према процјени из 2010. у граду је живјело 2.147 становника. Посједује регионалну шифру (AGS) 8415034.

## Географски и демографски подаци
Хајинген се налази у савезној држави Баден-Виртемберг у округу Ројтлинген. Град се налази на надморској висини од 661 метра. Површина општине износи 63,3 km². У самом граду је, према процјени из 2010. године, живјело 2.147 становника. Просјечна густина становништва износи 34 становника/km².